# 伊藤孝司
伊藤 孝司（いとう たかし、1952年2月4日- ) は、日本の写真家、ジャーナリスト。
長野県出身。愛知大学法経学部中退。平和・協同ジャーナリスト基金奨励賞、中日写真展文部大臣奨励賞受賞。フォトジャーナリストとして、日本の過去と現在をアジアの民衆の視点からとらえようとしてきた。アジア太平洋戦争で日本によって被害を受けたアジアの人々、日本がかかわるアジアでの大規模な環境破壊を取材し、雑誌・テレビなどで発表。また、日韓・日朝関係に関する取材にも力を入れている。

## 著書

### 単著
- 『写真記録原爆棄民 韓国・朝鮮人被爆者の証言』ほるぷ出版 1987
- 『写真記録樺太棄民 残された韓国・朝鮮人の証言』ほるぷ出版 1991
- 『<証言>従軍慰安婦・女子勤労挺身隊 強制連行された朝鮮人女性たち』編著 風媒社 1992
- 『破られた沈黙 アジアの「従軍慰安婦」たち 写真記録』編著 風媒社 1993
- 『棄てられた皇軍 朝鮮・台湾の軍人・軍属たち』影書房 1995
- 『日本人花嫁の戦後 韓国・慶州ナザレ園からの証言』LYU工房 1995
- 『アジアの戦争被害者たち 証言・日本の侵略』写真と文 草の根出版会 母と子でみる 1997
- 『台湾への原発輸出』風媒社ブックレット 2000
- 『日本が破壊する世界遺産 日本の原発とオーストラリア・ウラン採掘』文・写真 風媒社ブックレット 2000
- 『平壌からの告発 日本軍「慰安婦」・強制連行被害者の叫び』文・写真 風媒社ブックレット 2001
- 『平壌からの告発 続』文・写真 風媒社ブックレット 2002
- 『地球を殺すな! 環境破壊大国・日本』風媒社 2004
- 『ヒロシマ・ピョンヤン 棄てられた被爆者』風媒社 2010
- 『無窮花(ムグンファ)の哀しみ 〈証言〉〈性奴隷〉にされた韓国・朝鮮人女性たち』写真・文 風媒社 2014
- 『朝鮮民主主義人民共和国－米国との対決と核・ミサイル開発の理由』一葉社　2018
- 『朝鮮で見た〈日本〉－知られざる隣国との絆』岩波書店　2019

### 共著
- 『長良川の一日』伊藤ほか写真 天野礼子、立松和平、C・W・ニコルほかエッセイ  柴田勇治イラストレーション 長良川河口堰建設に反対する会編 山と渓谷社 1989
- 天野礼子文『生きている長良川 最後の天然河川 清流が織りなす自然讃歌』写真 講談社カルチャーブックス 1992
- 天野礼子『川は生きているか』写真 岩波書店 1998

## 上映作品

### 監督作品
- 『長良川を救え！』1999
- 『アリラン峠を越えて』』2003
- 『銀のスッカラ』2006
- 『ヒロシマ・ピョンヤン　棄てられた被爆者』2009

### テレビ放送番組（企画・取材）
- 『川が死ぬ！　河口堰運用後の長良川』朝日ニュースター「フリーゾーン2000」1996
- 『長江・三峡ダムと日本』朝日ニュースター「ビデオ・アイ」1996
- 『北朝鮮ある女性たちの証言』名古屋テレビ「ぐっとイブニング」1998
- 『原発が輸出される台湾にて』TBS系列「NEWS23」1999
- 『危機に瀕する世界遺産』名古屋テレビ　1999
- 『巨大ダムが村を壊す』日本テレビ系列「きょうの出来事」2000
- 『森が消えていく！』TBS系列「報道特集」2001
- 『楽園が沈む　地球温暖化の恐怖』日本テレビ系列「きょうの出来事」2001
- 『北朝鮮のSARS隔離政策・現地最新ルポ』ＴＢＳ系列「ＮＥＷＳ２３」2003
- 『万景峰号に乗船取材・北朝鮮上陸』TBS系列「報道特集」2004
- 『北朝鮮支援物資の行方』TBS系列「報道特集」2004
- 『日韓高校生の交流』名古屋テレビ「UP！」2005
- 『高校生が見た地雷除去　タイ・カンボジア国境から』名古屋テレビ「UP！」2005
- 『北朝鮮で初取材！　巨大工場』TBS系列「報道特集」2005
- 『靖国の碑は北朝鮮国宝』TBS系列「報道特集」2006
- 『建国60周年とよど号』TBS系列「NEWS23」2008
- 『在朝被爆者』TBS系列「NEWS23」2008
- 『独占取材！　北朝鮮はいま・・・』テレビ東京系列「NEWSアンサー」2013
- 『独占取材！　北朝鮮でいま何が！？』テレビ東京系列「未来世紀ジパング」2013
- 『独占 北朝鮮の“世界遺産”ツアー』テレビ東京系列「NEWSアンサー」2013
- 『よど号グループ』テレビ東京系列「NEWSアンサー」2013
- 『ニュースが伝えない北朝鮮のいま』テレビ東京系列「未来世紀ジパング」2014
- 『潜入・・・北朝鮮はいま』テレビ東京系列「NEWSアンサー」2016
- 『独占撮！見たことない北朝鮮！なぜここに日本人?』テレビ東京系列「ゆうがたサテライト」2016
- 『知られざる北朝鮮の国内は今』テレビ東京系列「WBS」2016
- 『緊迫の平壌！　不思議な経済を独自取材！』テレビ東京系列「未来世紀ジパング」2016
- 『あの日のりんご　北朝鮮唯一の残留日本人』テレビ朝日系列「テレメンタリー2017」2017
- 『一度でいいから　日朝をつなぐ家族の絆』テレビ朝日系列「テレメンタリー2018」2018
- 『“楽園”の日本人　透ける北朝鮮の思惑』朝日放送テレビ「ドキュメンタリースペシャル」2018
- 『再会 ～日朝に別れた姉妹の58年～』テレビ朝日系列「テレメンタリー2018」2018
- 『再会 ～日朝に別れた姉妹の58年～』朝日放送テレビ「ドキュメンタリースペシャル」2018
- 『謎の隣国…北朝鮮潜入～経済制裁下で独自取材～』テレビ東京系列「ガイアの夜明け」2020